# Wilhelm Anhalt
Wilhelm Anhalt (28 de março de 1917 - 13 de maio de 1979) foi um oficial alemão que serviu na  durante a Segunda Guerra Mundial. Foi condecorado com a Cruz de Cavaleiro da Cruz de Ferro.